# Droga krajowa B234 (Niemcy)
Droga krajowa 234 (niem. Bundesstraße 234, B 234) – niemiecka droga krajowa przebiegająca  z zachodu na północny wschód od skrzyżowania z drogą B51 w Haßlinghausen z drogą B226 w Wetter (Ruhr) w Nadrenii Północnej-Westfalii.

## Historia
Wcześniej droga przebiegała z Wetter dalej przez Herdecke, wspólnie z drogą B54 przez Ahlenberg do Dortmundu-Aplerbeck, gdzie krzyżowała się z drogą B1.